# 流行東京
《流行東京》是香港無綫生活台的電視節目，共兩輯。第1輯由2007年8月25日至2008年1月6日逢星期六、日播映；而第2輯由2008年10月4日起至2009年1月3日，逢星期六22:00-22:30播映，並於星期日15:30-16:00及19:30-20:00重播。該節目由杜如風主持，會帶觀眾去東京吃、玩及購物。節目亦安排在J2台播放。

## 贊助
自第2輯開始，流行東京前加了“星晨旅遊特約：”。

## 外部連結
《風行東京》商務印書館門市網站